# Gertrude Pape
Gertrude Edith Pape (Leeuwarden, 17 oktober 1907 - Groningen, 3 november 1988) was een Nederlands dichteres, vertaalster, beeldend kunstenares, inspirator van de surrealistische beweging in Nederland en, samen met haar levensgezel en latere echtgenoot Theo van Baaren, de drijvende kracht achter het beroemde surrealistische tijdschrift De Schone Zakdoek dat tijdens de oorlogsjaren 1941-1944 werd gemaakt in een oplage van één exemplaar. Na haar huwelijk werd ze ook wel Gertrude Edith van Baaren-Pape genoemd.

## Levensloop
Gertrude Pape werd geboren als dochter van Robert Pape en Edith Pape-Wheaton, Engelse van geboorte. Haar vader was controleur van de Koninklijke Nederlandsche Maatschappij van Kaas- en Roomboterfabrieken in Leeuwarden. Een paar weken na Gertrudes geboorte werd hij door de Transvaalse regering benoemd tot zuivelexpert van Transvaal in Pretoria. Nog in november 1907 vertrok het gezin naar Zuid-Afrika. Gertrude bracht daardoor het grootste deel van haar jeugd in Londen en Zuid-Afrika door en keerde in 1914 terug naar Nederland. Ze sprak vloeiend Frans, Engels en Nederlands en ze maakte teksten in deze drie talen.
Ze kwam in 1929 in aanraking via de Utrechtse Galerie Nord, die gedreven werd door Willem Wagenaar, met surrealistische ideeën, teksten en pamfletten.
In 1939 maakte Gertrude Pape kennis met Theo van Baaren. Ze werd zijn geliefde en levensgezellin. Na de Tweede Wereldoorlog zou ze ook met hem trouwen. Ze bracht Van Baaren in aanraking met surrealistische ideeën, wat voor beiden richtinggevend zou zijn voor hun toekomstige artistieke werkzaamheden.
Van 1941 tot 1944 maakten Gertrude Pape en Theo van Baaren, bijgestaan door ongeveer veertig medewerkers, drie jaargangen van het literaire maandblad De Schone Zakdoek, het enige overwegend surrealistische tijdschrift dat ooit in Nederland heeft bestaan en dat het meest avantgardistische ondergrondse tijdschrift was dat in oorlogstijd bestond. Dit tijdschrift werd samengesteld op maandagavonden ten huize van Gertrude Pape aan de Utrechtse straat Bemuurde Weerd. Belangrijke medewerkers aan het blad waren Theo van Baaren, Gertrude Pape, Emiel van Moerkerken (pseud. Eric Terduyn), Louis Th. Lehmann, Jan Wit, Ad den Besten, Chris van Geel, Max de Jong, Henk Schellevis (pseud.: Perdok; Schellevis was de begeleider van Jan Wit), Leo Vroman, Willem Hussem, Cornelia Brinkman en Cees Buddingh.
Pape publiceerde in 1944 als dichteres de bundel Verses by a female Robinson Crusoe, onder het pseudoniem Evelyn Palmer. Een selectie uit haar bijdragen aan De Schone Zakdoek, verzen, tekeningen, collages en decalcomanieën, verscheen in 1981 bij uitgeverij Meulenhoff. In Spiegel van de surrealistische poëzie, samengesteld door Laurens van Krevelen, zijn enkele verzen van haar hand opgenomen. Ook vertaalde ze een aantal wetenschappelijke werken in het Engels, bijvoorbeeld het proefschrift van de latere hoogleraar Herman te Velde, Seth, god of confusion. A study of his role in Egyptian mythology and religion (1967), uitgegeven bij Brill.
In het Groninger Museum werden in 1991 collages en decalcomanieën van Theo van Baaren en Gertrude Pape tentoongesteld.

## Geraadpleegde literatuur
- Penelope Rosemont, Surrealist Women. An International Anthology, Continuum International Publishing Group, 1998, p. 159-161
- Hans Renders, Verijdelde dromen. Een surrealistisch avontuur tussen De Stijl en Cobra, Haarlem: Enschedé 1989
- Piet Calis, Het ondergronds verwachten. Schrijvers en tijdschriften tussen 1941 en 1945, Amsterdam: Meulenhoff 1989, 'Hoofdstuk 1 - De Schone Zakdoek: spel zonder grenzen' & Slot
- Laurens van Krevelen, 'Theodorus Petrus van Baaren. Utrecht 13 mei 1912 - Groningen 4 mei 1989', levensbericht in het Jaarboek van de Maatschappij der Nederlandse Letterkunde, 1994, p. 90-101
- Hans Renders, nawoord in Gertrude Pape (alias Evelyn Palmer), Versus by a female Robinson Crusoe & Theo van Baaren, A Sheaf of Simple poems, Salon Saffier, Utrecht 1986.

- Bibliothèque nationale de France: cb11990489d (data)
- Biografisch Portaal: 88095885
- CiNii: DA18179209
- Digitale Bibliotheek voor de Nederlandse Letteren: pape001
- Gemeinsame Normdatei: 132420937
- International Standard Name Identifier: 0000 0000 2742 2255
- Library of Congress Control Number: n87816363
- Nationale bibliotheek van Australië: 36566661
- Nederlandse Thesaurus van Auteursnamen: 069404615
- Réseau des bibliothèques de Suisse occidentale: 02-A012368152
- RKD-Nederlands Instituut voor Kunstgeschiedenis: 61756
- Système universitaire de documentation: 084550309
- Trove: 1296508
- Virtual International Authority File: 63064899
- WorldCat: E39PBJjT3FpkqCPrhYqR9xg9Xd